# 铁路用地 (中华人民共和国)
铁路用地或称铁路土地，是中华人民共和国的一种专项用地，指铁路部门（现为中国国家铁路集团）依法取得其使用权的国有土地。根据中国铁路总公司于2015年发布的《铁路用地管理办法》中的定义，铁路用地包括铁路运输生产用地、辅助生产用地、生活用地和其他用地，控股合资铁路公司的土地亦可适用于该办法。城市轻轨、地铁线路的相关设施属于城市基础设施用地中的公共交通设施，不属于交通设施用地。截至2017年，当时的中国铁路总公司及其下属路局、直属专业运输公司和铁道科学研究院共拥有土地储备68亿平方米，其中可开发利用的达到3亿平方米：这一数字远远超出当时土地储备量最大的中国地产开发商恒大，因此中国铁路总公司被一些媒体认为是中国国内最大的隐形“地主”。
铁路用地原先多为无偿划拨的交通运输用地。在物资短缺的计划经济时代，铁道部基于“企业办社会”的理念在铁路用地开设学校、托儿所、幼儿园、医院、宿舍、食堂、招待所等后勤服务单位，甚至还有自己的公检法系统，被一些媒体称为“独立王国”。随着铁路系统的主辅分离改革和市场化改革，原先铁路部门管辖的社会职能机关的管理和资产被移交给地方政府部门；而继续由铁路部门持有的土地及设施则实施操作层和决策层分离。
高铁建设致使铁路背负巨额债务：截至2021年第一季度，国铁集团累计负债57595亿元人民币。近年来铁路部门试图通过开发利用铁路土地以减少铁路负债、解决铁路建设融资难的问题。2014年发布的《国务院关于改革铁路投融资体制加快推进铁路建设的意见》（下称37号文件）提出支持铁路部门和地方政府利用现有铁路用地进行盘活开发，同时还鼓励利用新建铁路站场实施土地综合开发。国家铁路局于2019年公布的《铁路法（修订草案）》（征求意见稿）亦试图将 “以地养路”政策编入法律。

## 背景
铁路运输因其特殊的性质需使用大量的土地以建设线路、站场及其他相关设施。铁路对于沿线城镇的兴衰、空间发展与区划变迁会因其不同的线路布置而产生不同的影响。同时落实对于铁路土地的有效管理是确保铁路运输安全和生产建设的重要因素之一。由于铁路用地横跨多个行政区，因此将铁路用地交由铁路运输决策部门管理——而非当地政府——可适应铁路运输“统一指挥、统一调度、高度集中、半军事化、各工作环节紧密联系和协调动作”的特点。
中国的东北地区在十九世纪末、二十世纪初由俄国、日本等外国列强进行了大规模的铁路建设。除了线路建设之外，也在站点附近进行了开发工作以服务于殖民目的，称为“铁路附属地”，使得列强在当地建立的政权的行政、经济以铁路为中心重构。东北地区的铁路附属地，根据建设时序的不同，可分为沙俄主导的中东铁路附属地、日本以满铁名义主导的满铁附属地和满洲国时期部分城市的“铁路站点地区”。根据程维荣在《近代东北铁路附属地》的说法，铁路附属地是“近代中国东北特有的现象”。
铁道部曾经是中华人民共和国铁路的最高行政领导机构，主管铁路基本建设、运输生产、工业生产和物资管理工作，此外还设有计划统计、财务、人事、卫生、教育局等单位。铁道部基于计划经济时代“企业办社会”的表现，设有多个后勤服务单位，导致组织成本高企、经济效率低下。1980年代开始铁道部又开始展开“多元化经营”，涉及物流、旅游、煤炭、粮贸、广告等产业。二十一世纪初，铁道部实施“主辅分离”改革并实施“跨越式发展”，将一些非运输职能的社会、政府职能单位剥离。但由于铁路行业的特殊性，铁路系统改革缓慢，有“最后一个计划经济堡垒”之称；此外，铁路“跨越式发展”期间新建大量线路使得铁道部出现巨额负债。2013年原铁道部拆分为三：铁路运输统一指挥调度、经营铁路客货运输业务、铁路建设交由新成立的中国铁路总公司担当。2017年11月铁总完成对下辖的17家路局进行的公司化改制。2019年6月中国铁路总公司改制成立中国国家铁路集团有限公司，以铁路客货运输为主业实行多元化经营。

## 设立与沿革
1950年6月，中央人民政府颁布的《鐵路留用土地辦法》规定了铁路用地的定义和范围。该法案认定铁路部门原先所有的地产（包括站、段、場、廠、所等）继续由铁路部门保留使用，同时将运行单线两侧二十米、复线铁路两侧三十米、铁路大桥头两侧六十米范围划为铁路用地。土地改革时，各路局土地主管部门向各地政府办理了铁路用地的备案和盖章认可手续。
1954年政务院财政经济委员会发布通知，允许铁路部门将线路沿线被划为铁路用地的耕地交由当地农民承种且不收租金，但产权仍归铁路所有。然而由于随后二十余年中国政局动荡、尤其是文化大革命期间，铁路部门和当地政府对于土地管理能力薄弱，导致大量铁路用地、尤其是沿线土地被路外单位：如农业社队和厂矿企业占用。1982年国务院发布《关于保护铁路设施、确保铁路运输安全畅通》的通知，重申1950年的《铁路留用土地办法》中对于铁路用地的定义仍然有效，要求铁路部门和地方政府加强管理。
1990年通过的《中华人民共和国铁路法》规定铁路在城市规划区范围内的线路、车站、枢纽以及其他有关设施应纳入当地城市的总体规划，而建设用地则应该纳入土地利用总体规划。
1992年10月27日国家土地管理局和铁道部共同发布《铁路用地管理办法》，除了对既有铁路用地的定义、有关机构的管理职责做出规定外，同时还定义并规范了还对铁路建设用地、铁路临时用地、铁路用地的规划与保护及奖惩措施等衍生事项。一些路局土地管理部门人士批评该办法在新建线路土地管理中授予铁路部门的土地管理机构职能过少，只负责办理铁路建设征（拨）用地的申报工作，经常导致新建铁路线路征地混乱的现象发生。
2003年6月铁道部组建土地管理局，各路局随后亦组建相应机构管理铁路用地。2006年4月26日在铁道部召开的全路土地管理工作会议上，党组书记、部长刘志军要求推进铁路用地从资源管理向资源和资产并重管理转化、从静态粗放型管理向动态集约型管理转化以确保铁路用地资产德保值增值。副部长胡亚东则明确了铁道部、铁路局的土地管理部门的职责：铁道部和路局下属的土地管理办公室和站段不具备用地资产处置权能，铁路用地资产的处置和收益权责必须统一由铁道部和铁路局负责。
2005年4月1日颁布实施的《铁路运输安全保护条例》规定了任何单位和个人都有保护铁路用地的义务，并新设立铁路线路安全保护区。然而，虽然“铁路线路安全保护区”可能与线路周边的铁路用地重合，但两者并没有从属关系，铁路机关并不一定拥有铁路线路安全保护区的地权。
2014年起，铁总通过聘请专业机构开始对其及下属单位拥有的土地进行摸底调查；2015年又出台《铁路用地管理办法》，进一步明确了铁路用地的管理权责，涵盖铁路开发利用管理、监察管理、建设用地管理和综合管理。2017年8月，中国铁路总公司公布其土地储备总面积68亿平方米，可开发利用3亿平方米。
2017年年底中国铁路总公司下属的17个路局集团完成公司化改制，使其具备了“房地产开发和经营”的法人资格。
2019年7月国家铁路局公布的《铁路法（修订草案）》（征求意见稿）第三十五条提出国家和地方政府应鼓励和支持铁路部门利用既有铁路用地进行综合开发，同时促进新建铁路建设站场及毗邻区的综合开发。国家铁路局的《起草说明》解释称该修订系将国务院先前发布的33号文件、37号文件中提出的铁路土地综合开发利用政策“上升至法律层面”。2020年11月，《铁路法（修订草案）》纳入全国人大常委会2021年度立法工作计划；2022年9月再次被纳入2022年立法计划。但截至2023年4月尚未开始审议草案。

## 范围

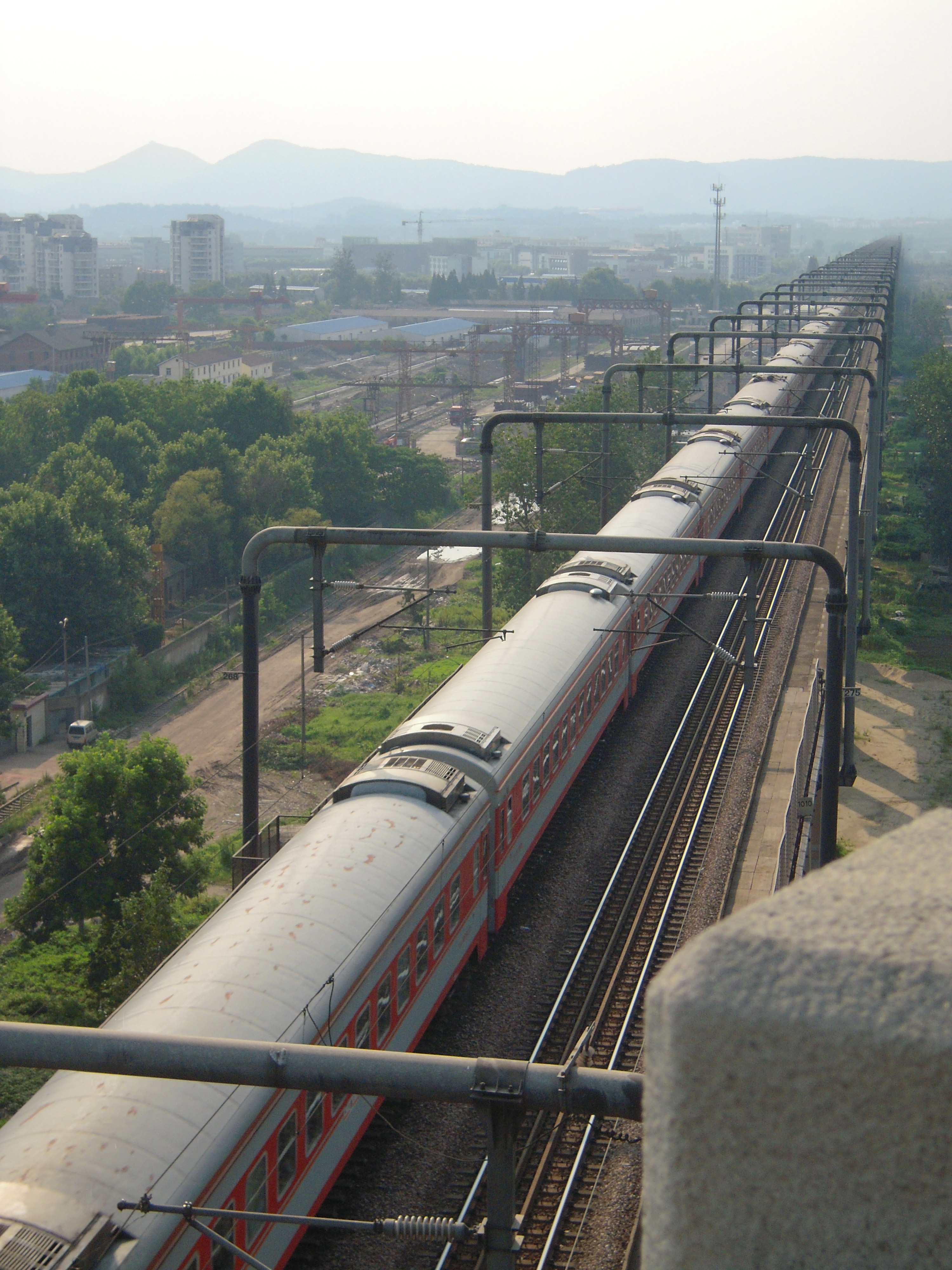
南京长江大桥铁路桥为中国铁路上海局集团管理的运输生产用地

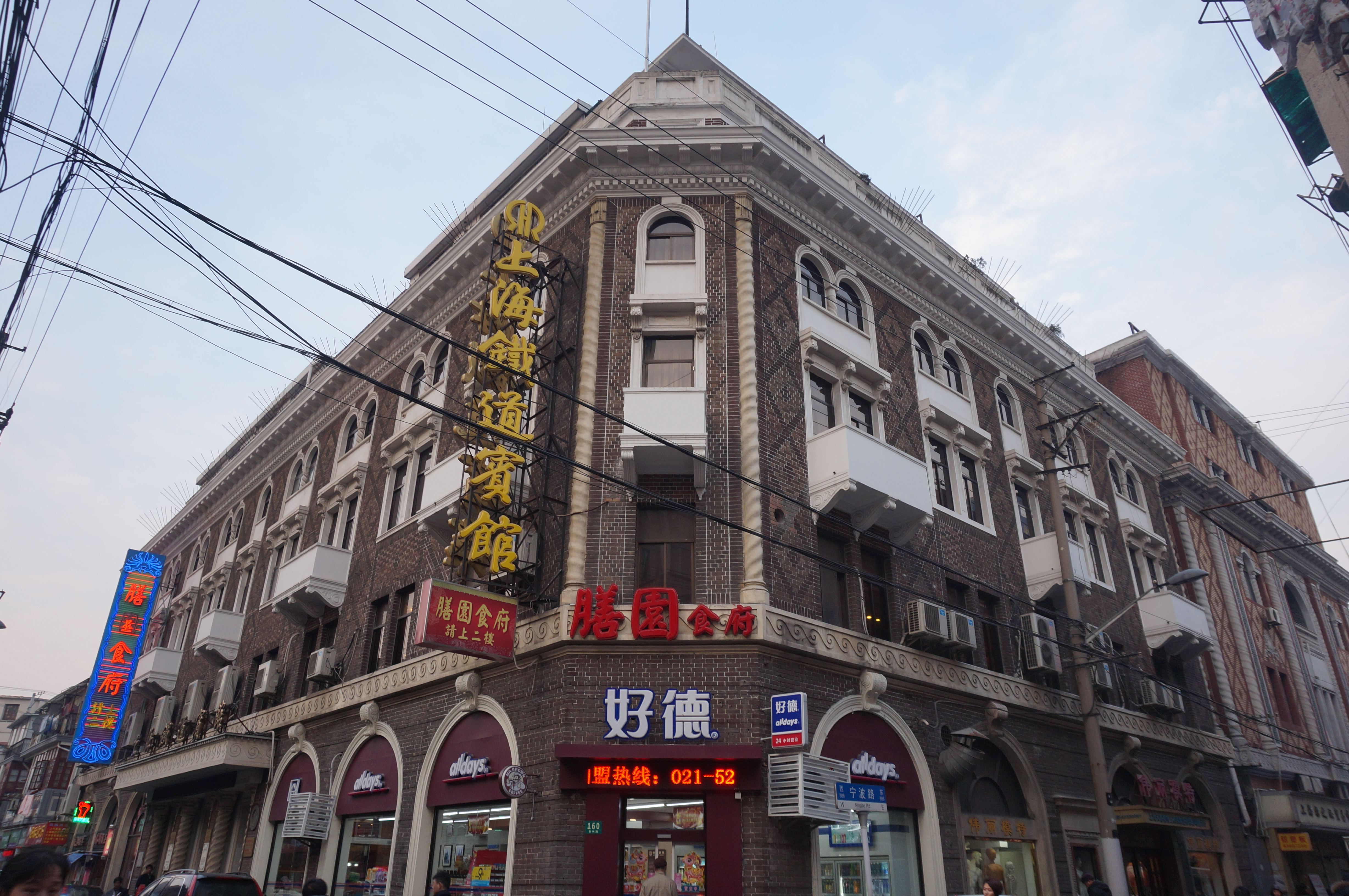
上海鐵道賓館原为「中國飯店」，1949年后划为上海局贵州路招待所，1990年新客站旁上海铁路大厦启用后更名为第一招待所。目前属于空置状态

根据中国国家铁路集团的定义，铁路用地包括如下范围：
- 运输生产用地，即区间线路用地、车站用地和管理维修仓储用地;
- 辅助生产用地，即职工培训基地、后勤保障、专业生产配修、采石、林场苗圃等用地；
- 生活设施用地，即职工住宅、文体设施等[39]。

在铁路系统改制前，铁路用地按使用单位及使用性质可分为车站、机务、工务、工厂、电务、工程、医疗卫生、教育、生活福利、材料、房产建筑、机关团体等13个地目；根据使用区域则可划定为：车站（站场）、区间（沿线）和地区（房屋建筑）。各地方政府亦有出台相关条例对“铁路用地”做出定义。
而刘晶等于2017年发表的《低效（闲置）铁路存量用地综合开发利用策略分析：方法与实证》中则提出了铁路用地可根据利用现状及设计功能的发挥情况分类，具体可分为：
- 正常使用土地：在日常铁路运输中仍旧发挥其功能的土地，如线路、站场等；
- 低效用地：在日常运输生产过程中仍保留部分原运输生产功能, 但功能发挥不充分、利用结构不甚合理的铁路用地。既包括在实际运输生产中未达到设计功能要求的低效利用土地，如线路、站场等，也可指为满足铁路未来发展需求而预留的土地；
- 废弃闲置用地：指曾经承担工业生产及交通运输任务，后因规划变更、铁路生产力布局调等原因废置不用的铁路用地。既包括废弃的线路、站场等，也包括被企业或个人非法占用的土地。

### 职工住房
铁路部门在生产用地附近开辟建设职工生活居住区，既方便集中管理，在需要的时候能快速动员职工，又方便职工上下班通勤。铁路部门开辟的职工生活居住区土地亦属于铁路用地，其建筑的管理由路局设立的房建段负责。除了供居住的住宅、单身宿舍、乘务员公寓外，较大规模的生活居住区（多数设在区段站及以上级别车站所在城市）还建有浴室、食堂、招待所、俱乐部乃至学校、医院等其他社会职能机构；较小规模的车站（如四、五等站）附近亦会设有小规模的住宅区供驻站职工居住。由于这些铁路住宅、尤其是早期建设的铁路住宅主要随着铁路建设而推进，为短时间内安置大量职工，普遍存在“密度高、环境差、噪音大”等问题、亦没有完善的物业服务。
1949年至1994年，铁路部门在全国各地共建设了总面积1亿多平方米、总居住面积5500万平方米的职工住房。在计划经济时代，这些住房会根据职工的级别、家庭人口分配，每月通过收取福利性质的租金（房改前全国平均每平米每月租金0.1元人民币，最低值0.04元、最高值0.17元）以补充职工低工资之不足并稳定职工队伍，有“福利房”之称。即使经历1990年代的住房改革、铁路职工住房由原先的福利分配转为有偿分配，以及铁路部门数次生产力布局调整，但因为铁路部门仍有大量闲置的铁路用地，铁路部门仍可以“职工保障房”、“集资房”的名义在自有的土地上兴建职工住房。根据《第一财经日报》引述原铁道部规范推进职工保障性住房建设工作检查组的一名人士的说法，铁道部各局自2009年开始、于十二五（2011-2015年）期间全国规划建设的职工保障房达到了“规模空前”的状态。“保障性住房”目前仍旧是铁路职工的隐形福利之一：铁路正式职工均可按先来后到的顺序申请、并以远低于市场价格得到住房。包括铁路部门在内的央企在市场经济时代仍旧实行的职工保障房制度的行为也被一些人批评“不利于建立公平的福利制度”。

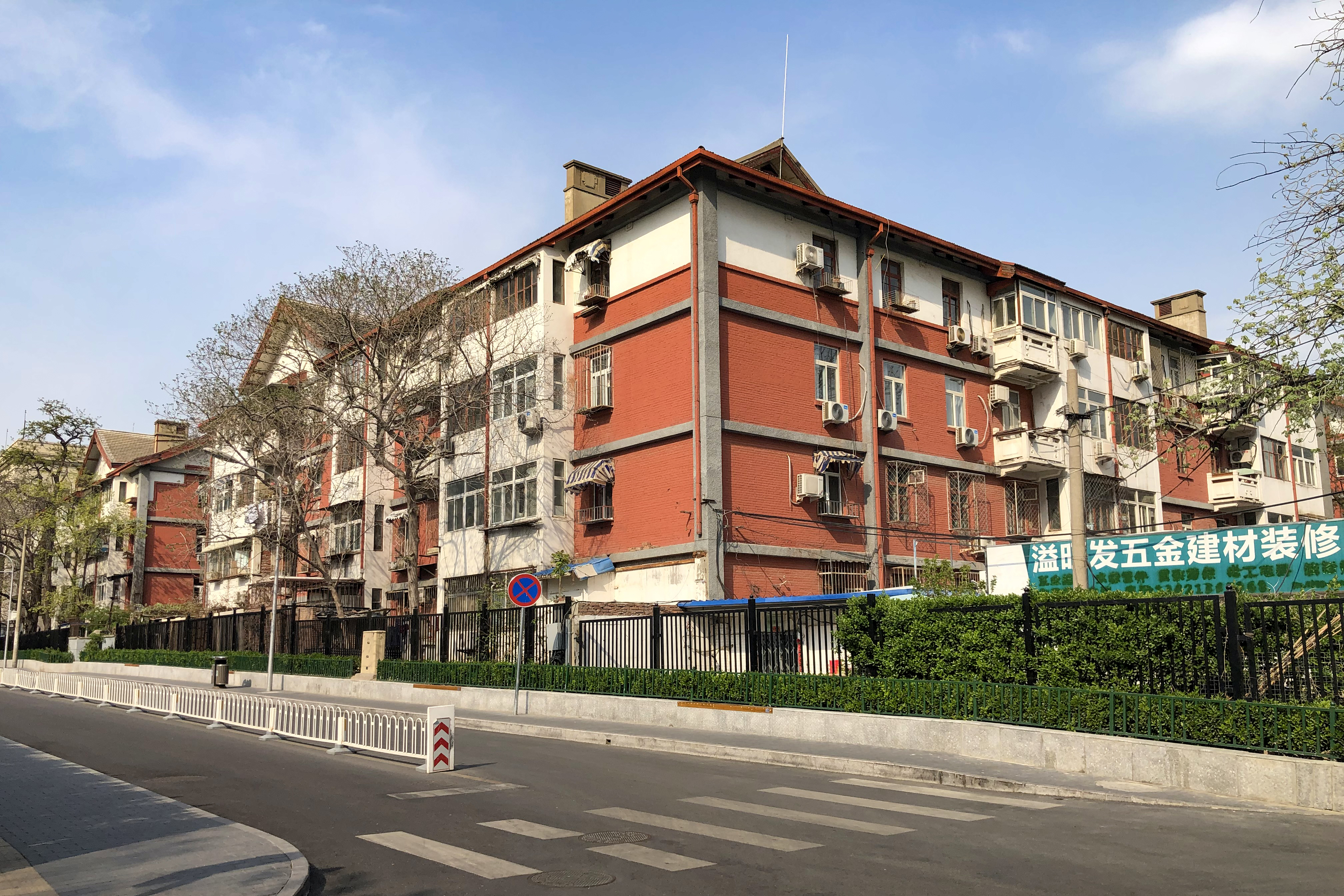
位于北京羊坊店的铁道部第一住宅区
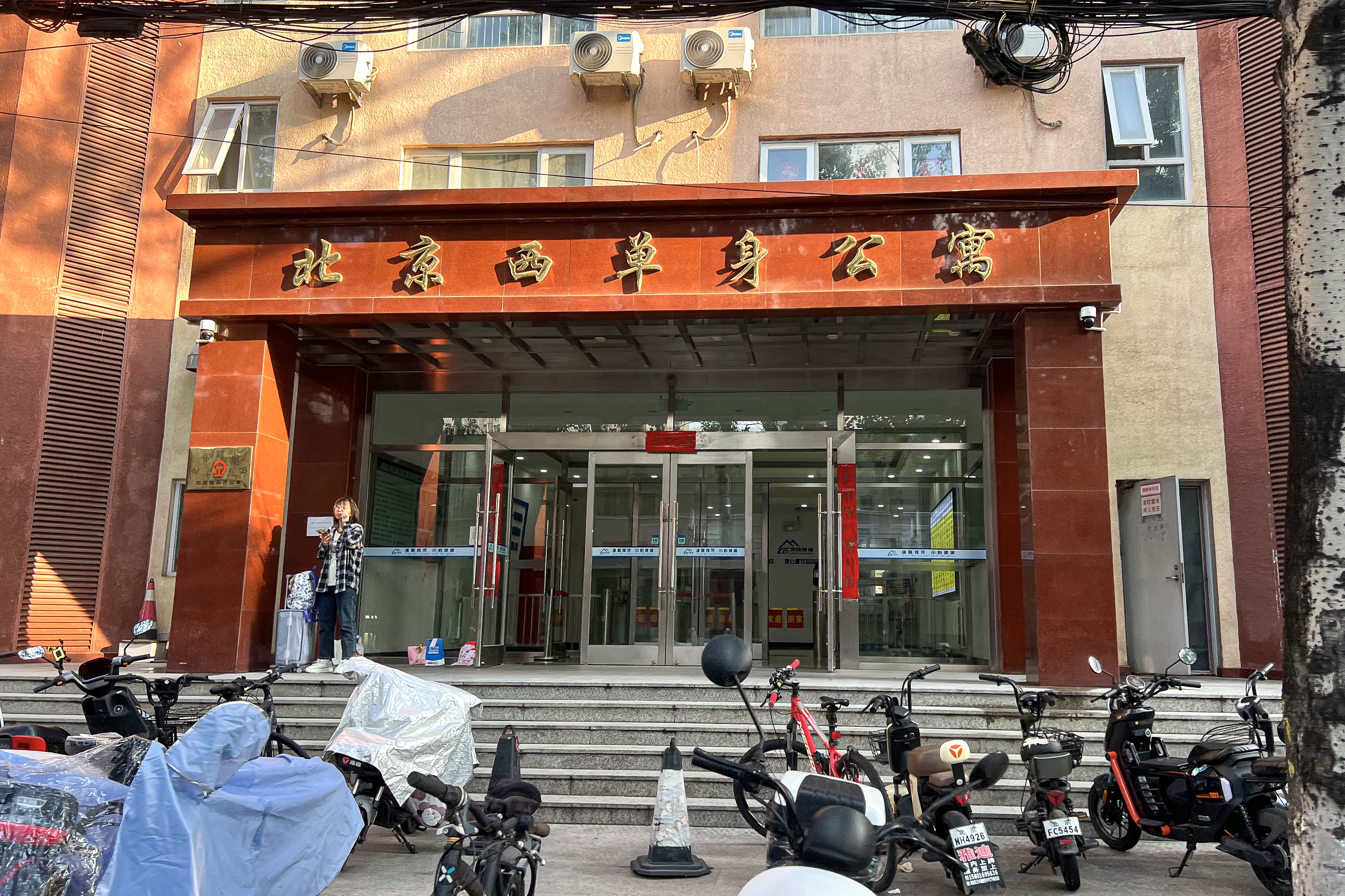
位于北京机务段北京西运用车间南侧的中国铁路北京局集团北京房建公寓段北京西单身公寓
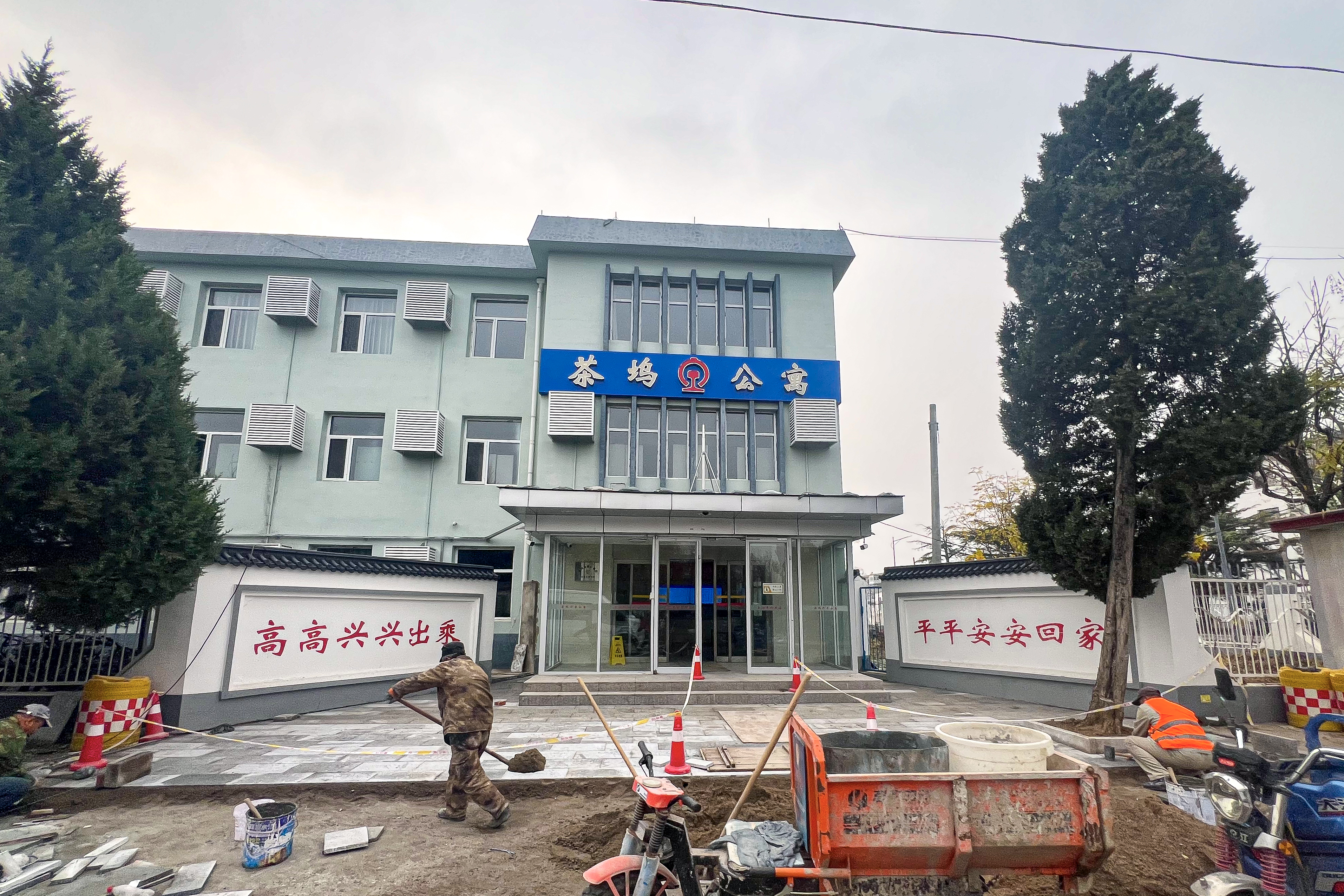
茶坞站西北角的中国铁路太原局集团大同房建公寓段茶坞行车公寓
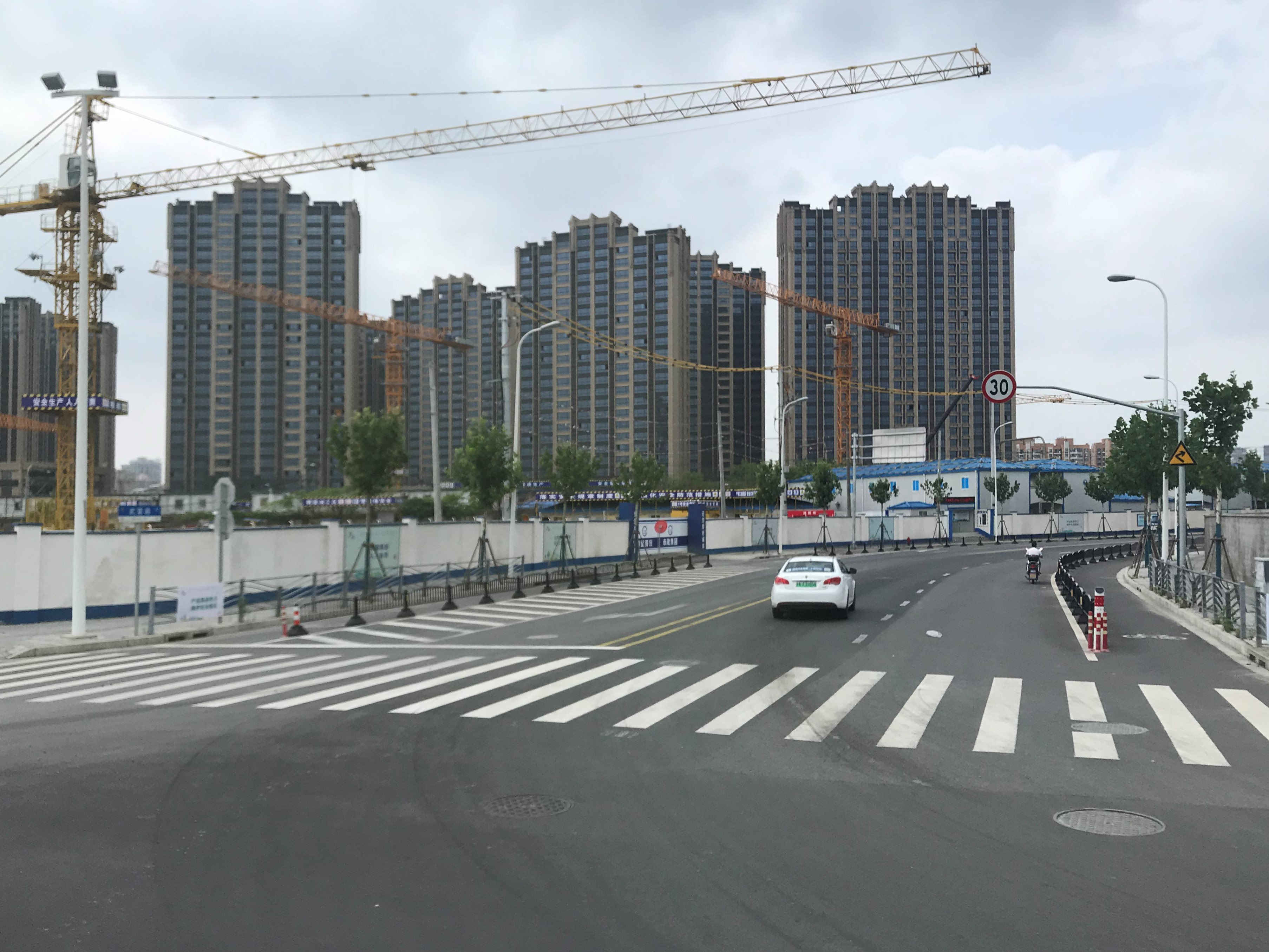
上海铁路局近年在原新龙华站废弃站场新建的职工租赁房
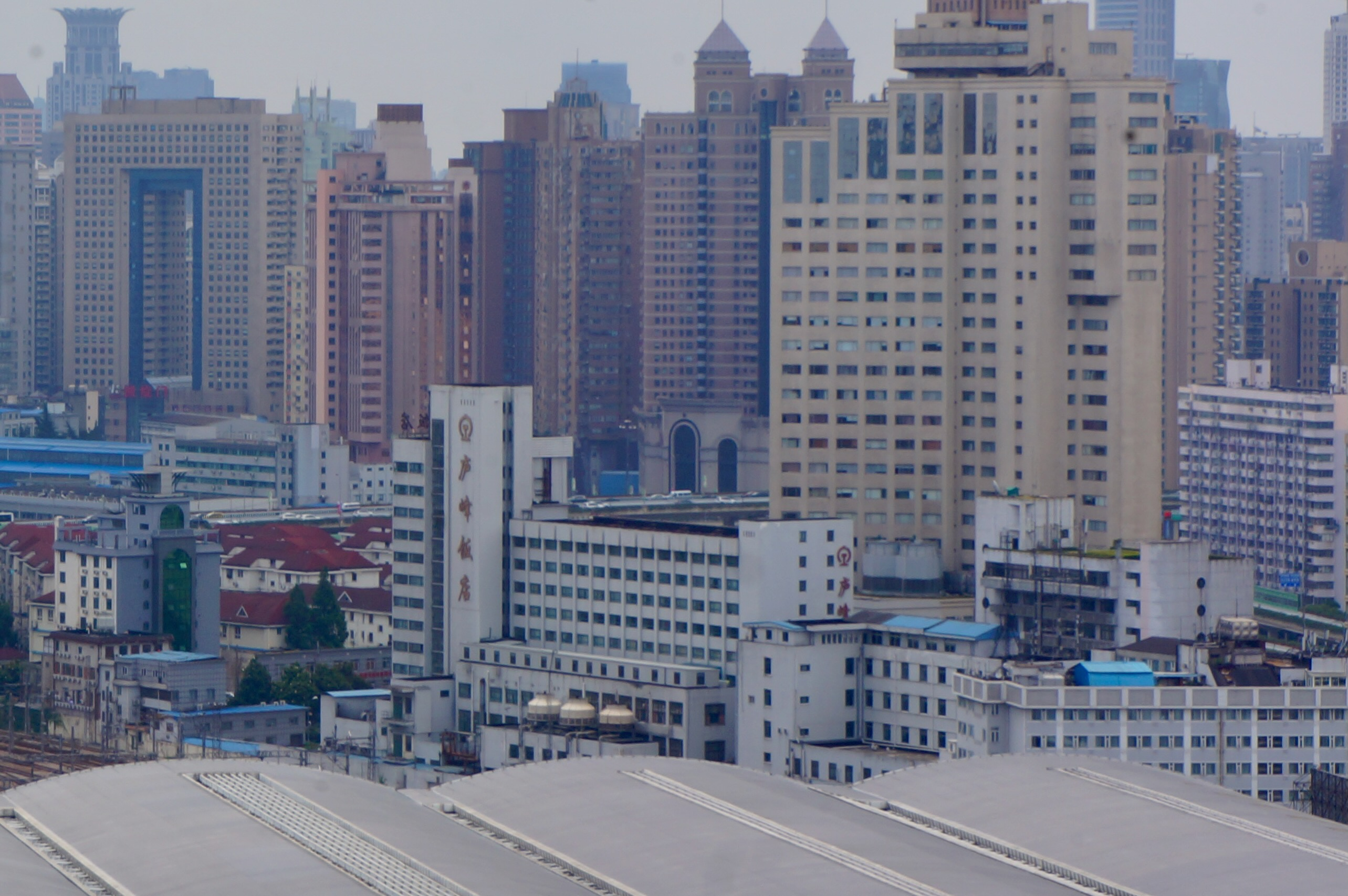
上海站旁的庐峰大楼随新客站同时建设、1991年建成启用[49]。曾作为上海分局水电综合楼、饭店使用，2020年被改建为上海局集团单身宿舍[50][51]。

### 社会职能机关

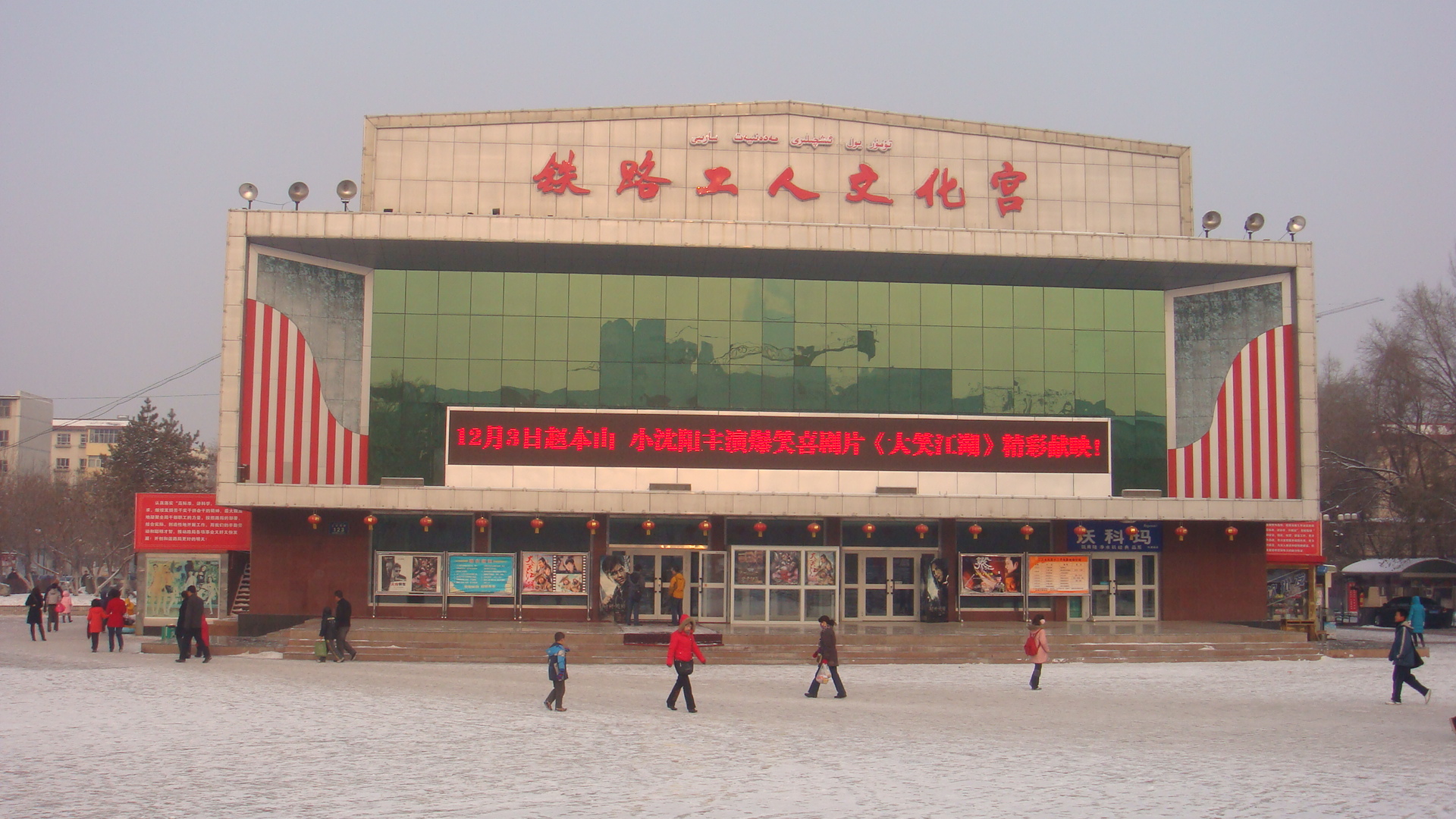
乌鲁木齐铁路工人文化宫（2010年）

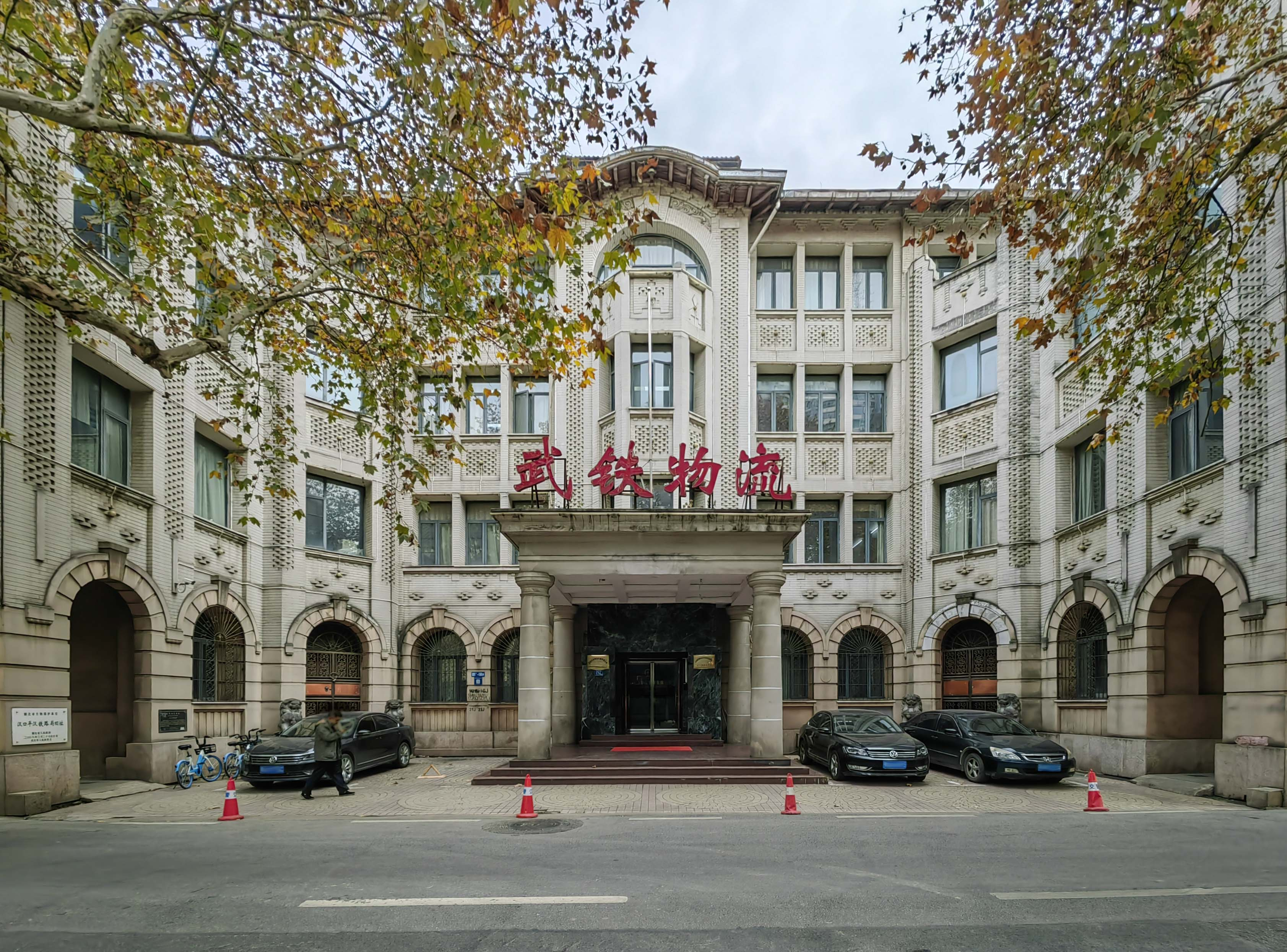
汉口平汉铁路局旧址，曾作为汉口铁路分局及汉口生活段驻地，现为武铁物流总部

铁路系统在中华人民共和国建政初期因其地方的社会基础建设薄弱，为安置职工及其家属设立了多个服务部门，是为铁路部门在经营铁路运输的主业之余兼顾的辅业。久而久之便形成了包括文教卫生、生活后勤乃至公检法在内的小型社会。中国实施市场经济后，这些辅业单位的生产效率低、经营亏损、冗员较大等问题日益严重，因此铁路部门开始实施主辅分离改革。
2000年铁道部对下辖的工程、建筑、机车、通号等公司移交至国资委；10所部所大学移交至教育部；2003年11月26日铁道部又制定了《关于推进铁路主辅分离辅业改制和做好再就业工作的指导意见》，决定将中铁物资总公司、铁通公司、勘察设计院、铁路局所属38家设计施工企业移交国资委或国资委下属的相关企业；将路局所属铁路学校（幼儿园、中小学、中专）医院的人员编制及资产根据属地原则移交至地方政府。截至2003年底，全路已移交中小学225所、幼儿园50所、医院13所，另有94所学校、39所医院于2004年完成办理移交手续。
另外由铁路部门管理的30所疗养院在主辅分离改革中继续作为铁路多元经营的一部分，除继续服务铁路系统职工外还同时开发路外市场。

#### 铁路医院

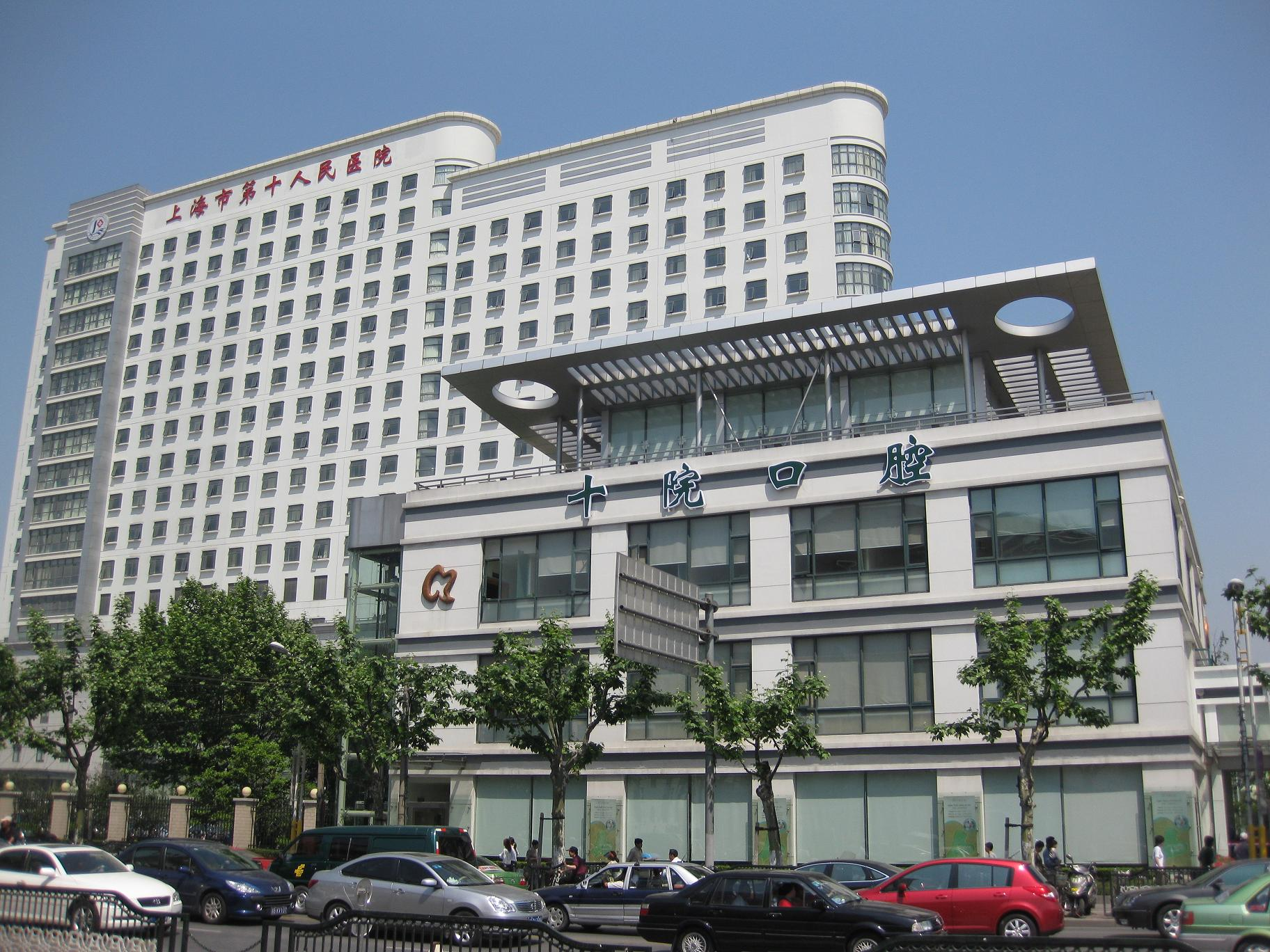
上海市第十人民医院，曾命名为上海铁路局中心医院、沪宁铁路医院等

铁路医院随着铁路的铺设而建立。中国铁路与职工卫生挂钩源于1910年的东北鼠疫，铁路卫生管理体制与铁路医疗体制的合二为一则源自1947年5月国民政府交通部颁布的《交通部各区铁路管理局医院组织规定》。
计划经济时代，铁路医院属于“企业办社会”的产物，铁路部门和其他大型国营一样对职工及其家属实行劳保医疗制度。随着市场经济和医疗体制改革、劳保系统逐渐向属地医疗保险制度改革；尤其是SARS事件之后，包括铁路卫生系统在内的企业医院管理上的弊端也逐渐显现。2003年起，随着国有企业分离办社会职能工作的推进，铁路卫生系统开始改制，多数铁路医院建制移交给地方政府卫生部门或地方高校的医学院，从原先单一的患者收治向“医、教、研”一体化模式转换。

#### 铁路学校
铁路学校是为解决铁路职工子女教育问题而设立的学校。铁路学校的历史可追朔至1898年至1906年间，当时的东清铁路公司在东清铁路沿线多个城镇设立铁路学校，为修筑铁路的华人职工子女提供基础教育，1908年又在双城堡为通学不便的铁路职工子女修建寄宿制铁路学校——双城堡学校。当时除东清铁路外，还有南洋公司及唐山路矿两个公司设立铁路学校。北洋政府时期，交通部次长叶恭绰鉴于铁路沿线员工就学难得情况，联合京汉、京奉、京绥、津浦四家铁路业者成立“铁路同人教育会”，在各地成立铁路学校，命名为“扶轮”，受铁路同人教育会和交通部/铁道部管辖。其中于1918年10月11日成立的天津市扶轮中学是该协会创立的第一家“扶轮”中学。
1949年中华人民共和国成立时，铁路系统共有205所小学、15所中学。铁路部门除了将在内战中受到破坏的铁路学校进行修复改造外，还根据党政中央基于地方教育设施不足的情况下做出的鼓励“企业、厂矿办学”的号召，陆续在既有和新建铁路线路沿线设立学校。至1985年全路共有997所铁路小学和593所铁路中学，在中国当时基础教育比较薄弱的情况下，铁路学校便达到了“普及九年义务制教育”的任务。1980年代末至1990年代，铁道部撤并了一些办学效益差的学校：至1999年，全路共有706所小学、504所中学。

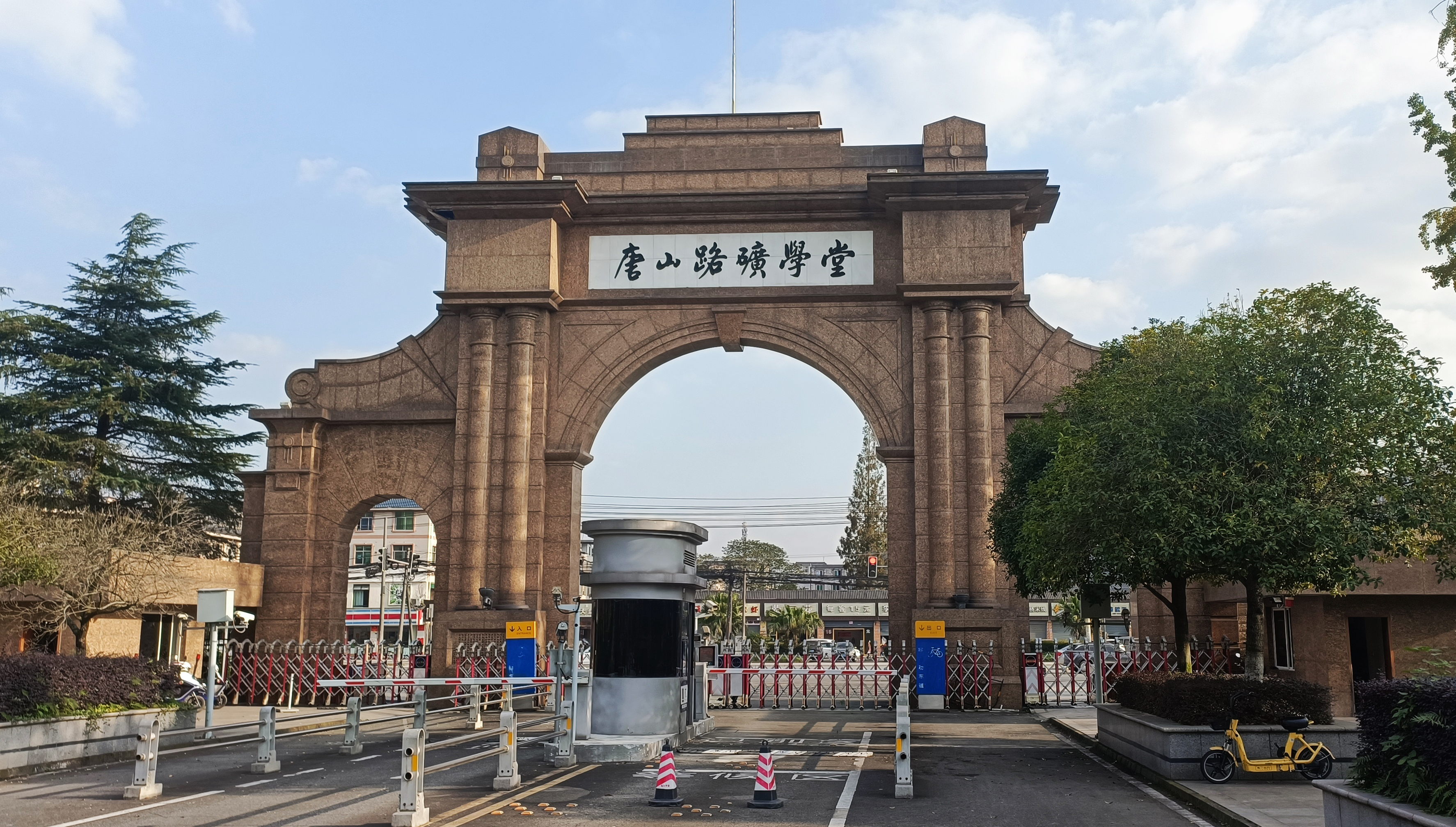
西南交通大学原为铁道部属高校，2000年移交教育部
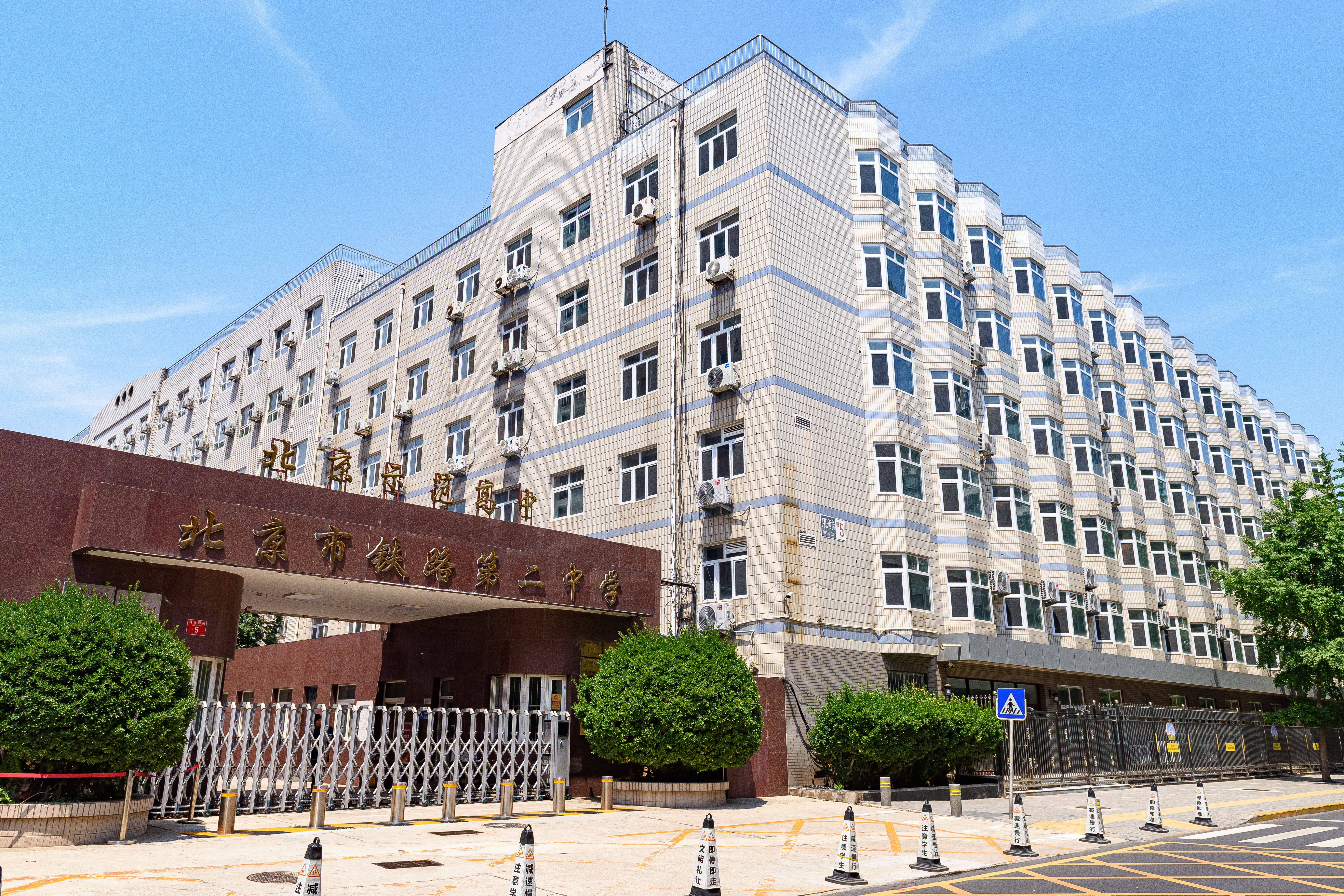
北京市铁路第二中学位于铁道部第三住宅区南侧，2007年将北京铁三中合并
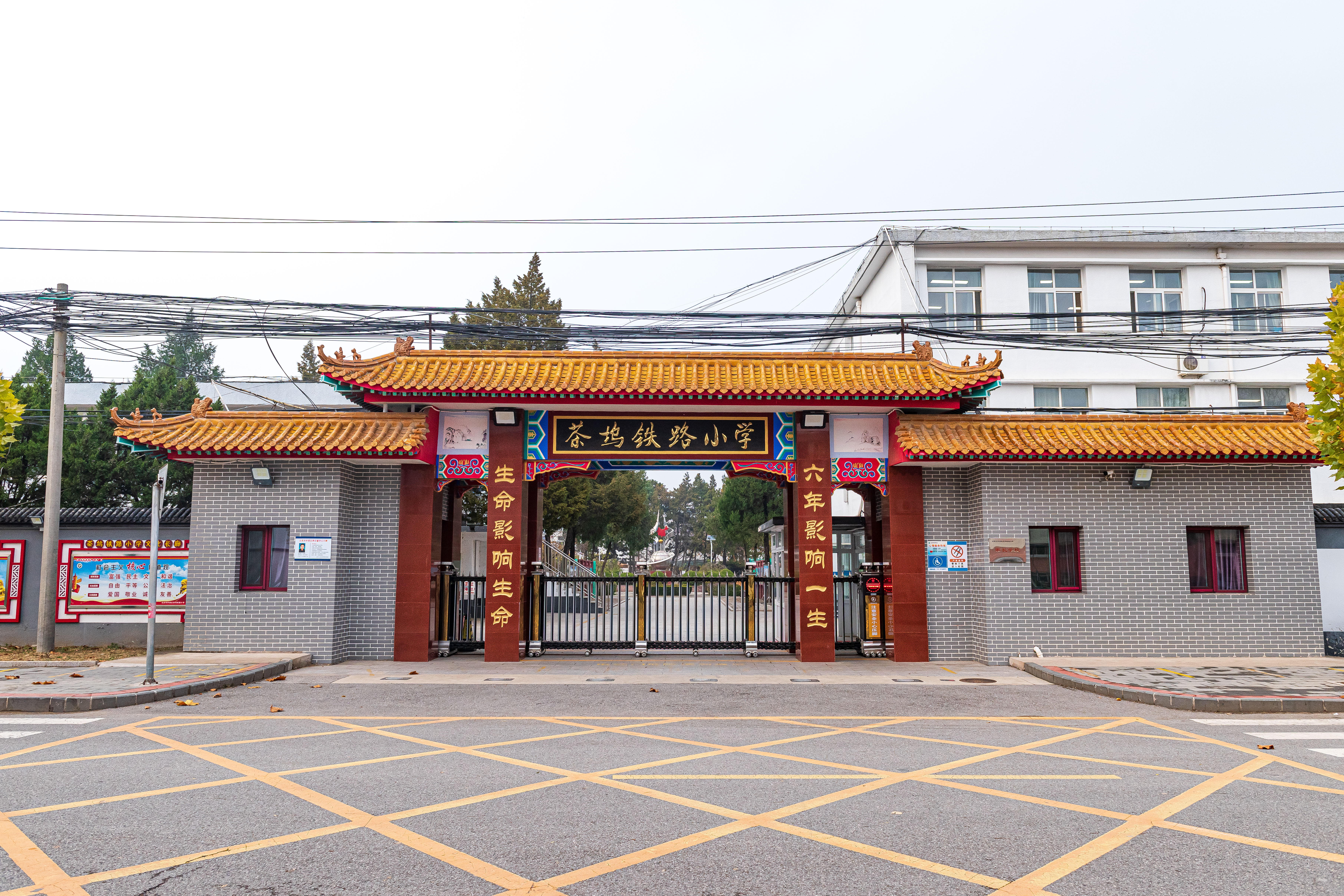
北京市怀柔区茶坞铁路小学，前身为九年一贯制大同铁路分局职工子弟茶坞中学，2004年划归地方后于2016年将初中部并入桥梓中学，仅余小学部
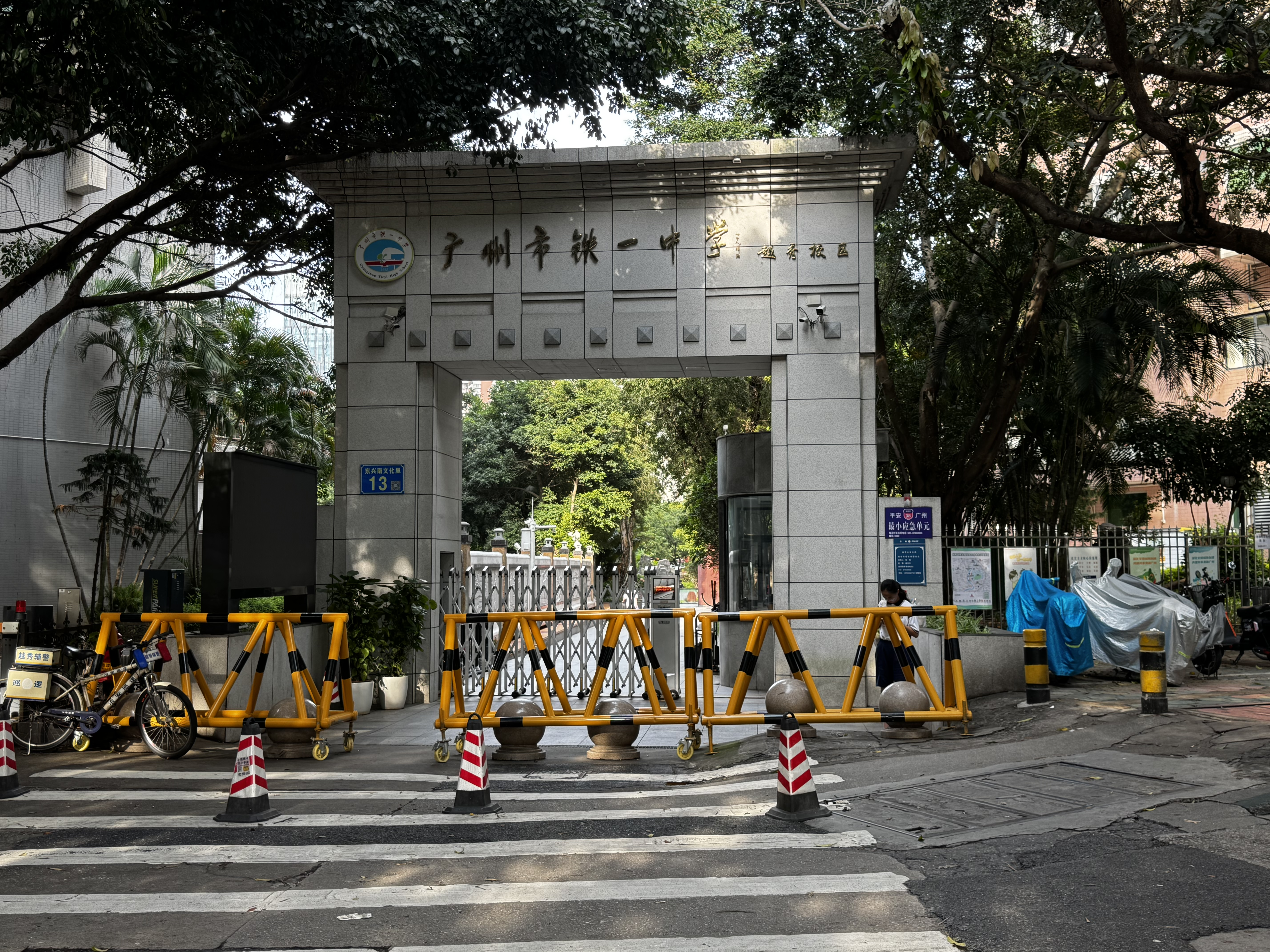
广州市铁一中学，在转由广州市地方管理前称为“广铁一中”
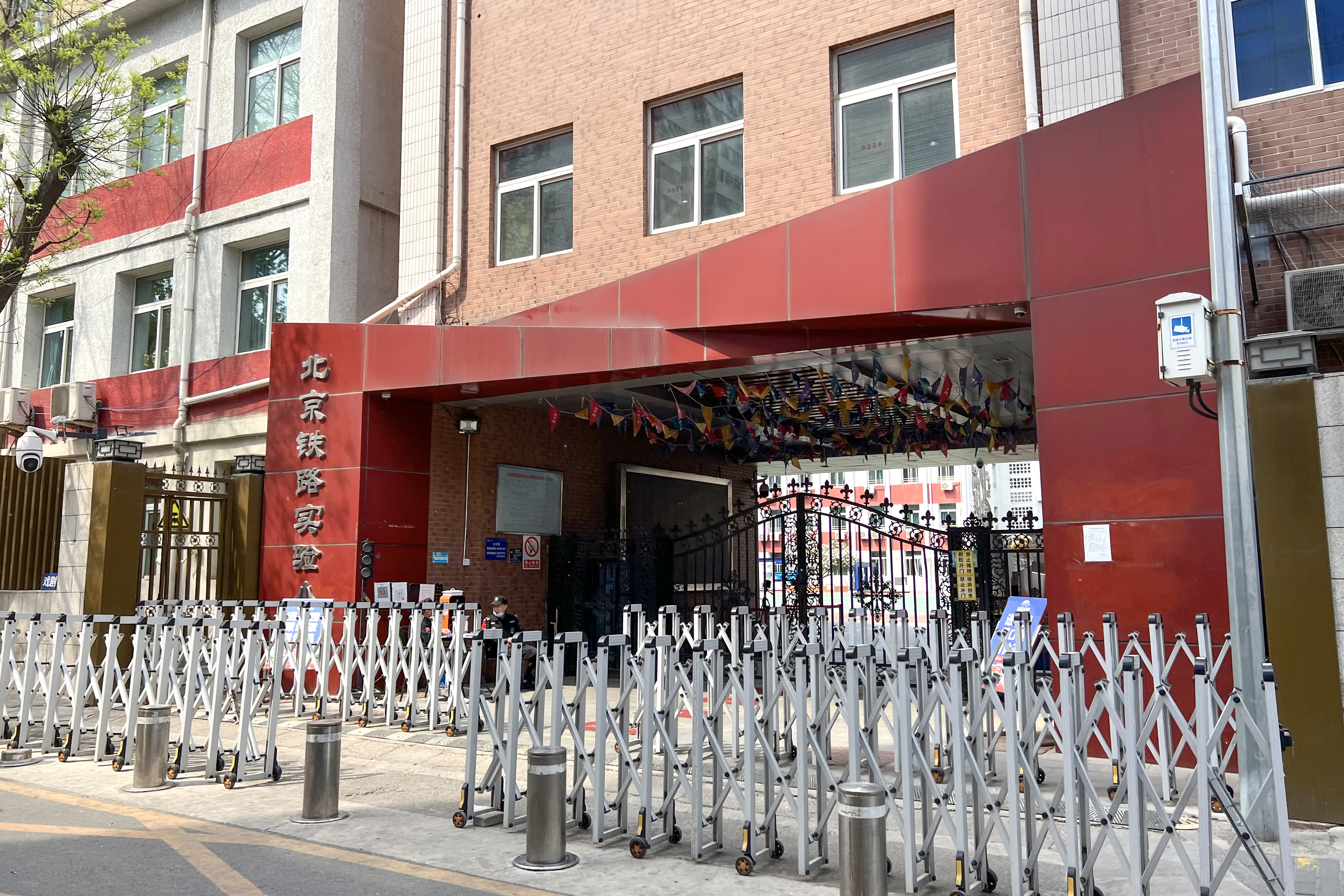
原北京铁路五小2004年划归地方后更名为羊坊店第五小学，2019年与中国铁路北京局集团合作并更名为北京铁路实验小学，是少数划归地方后重新与铁路系统合作的原铁路学校
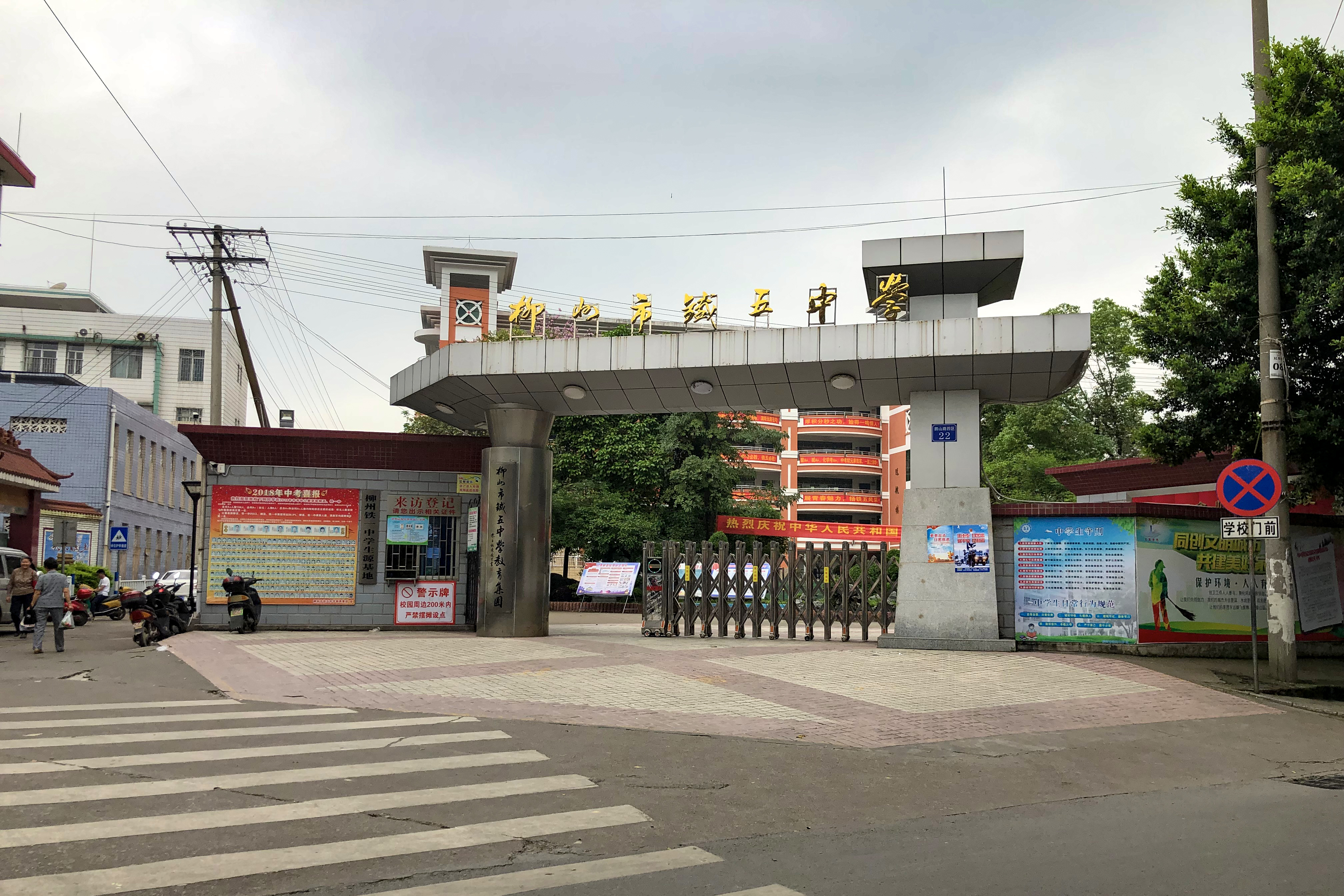
柳州市铁五中学，原为柳州铁路第五中学，2004年从原柳州铁路局划归地方管理后一度更名为柳州市第四十五中学，2017年10月10日改为现名

### 司法管辖

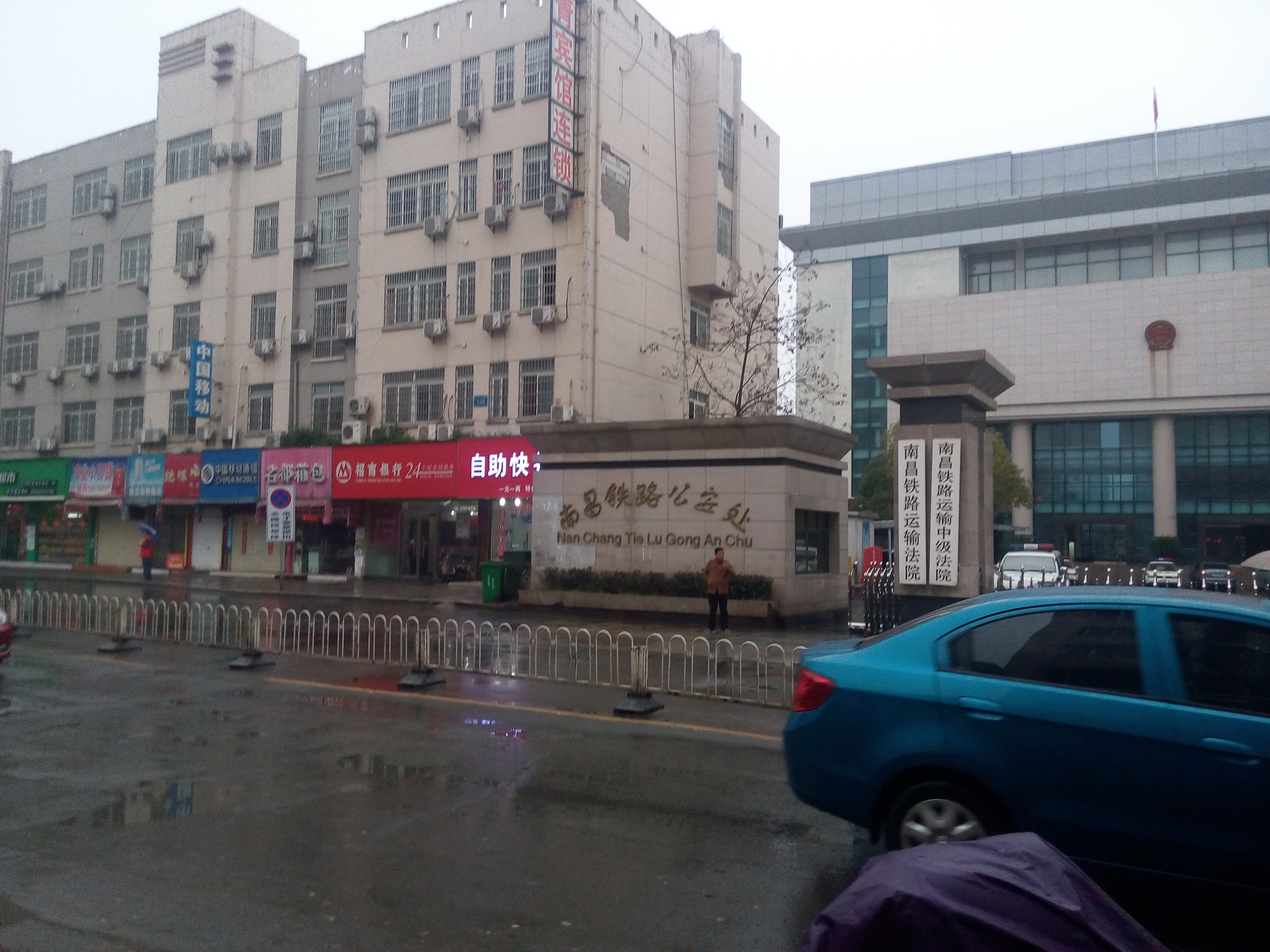
原属南昌铁路局的南昌铁路公安处和南昌铁路运输中级法院（2015年）

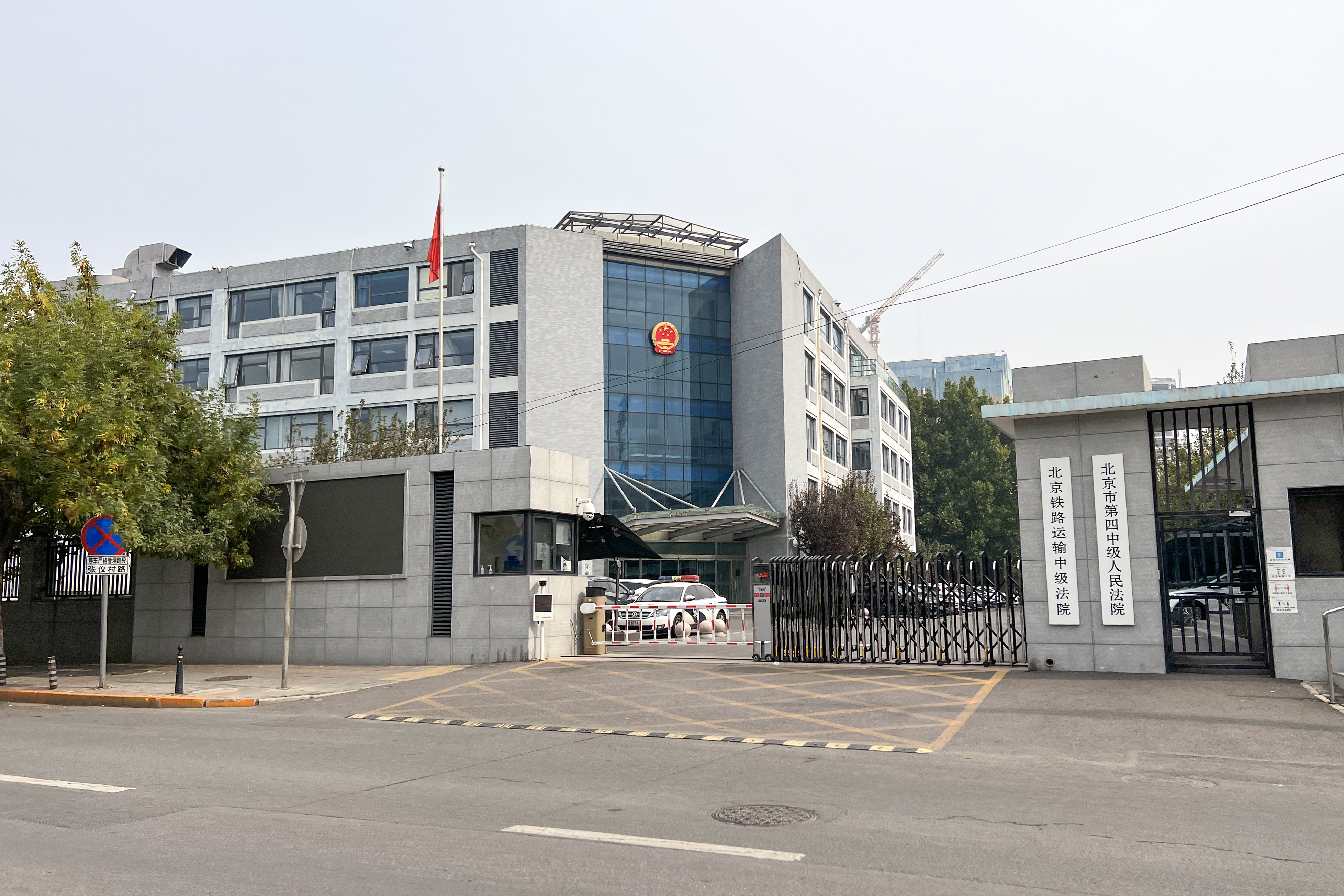
北京市第四中级人民法院暨北京铁路运输中级法院（2022年）

铁路公安负责维护车站、列车等铁路场所的治安秩序和铁路沿线的治安秩序。
中华人民共和国仿照苏联与1950年代设置的包括铁路运输法院在内的多个专门法院，虽然曾在1960至1970年代因政治动荡而短暂废除，但又于1982年恢复设置，由路局管辖。《中华人民共和国最高人民法院公报》1990年第3期刊登的《关于对铁路运输法院经济纠纷案件管辖范围的规定》（下称《规定》）第十条规定了铁路运输法院对“违反铁路安全保护法律、法规，对铁路造成损害的侵权纠纷案件”具有管辖权；1991年又在《最高人民法院关于对侵占铁路运输用地管辖问题的函》中明确了铁路法院可根据《规定》第十条对铁路运输用地发生的侵权纠纷案件具有管辖权。在实际司法实践中，只要司法案件涉及铁路，铁路运输法院即有司法管辖权，引发法律界对铁路法院司法管辖权过大的担忧。
2009年铁路公安系统率先开始改制，由铁道部转为公安部管辖，现有所有资产一并移交。2012年铁路运输法院及检察院实行司法改革。此次改革除了将原铁路管辖的法院建制、人员编制依照属地管理原则移交至地方外，法院本身的建筑及法院资产亦一并移交地方政府。对部分需要新建“两庭”（审判庭、人民法庭）和办公用房的法院，铁路部门支付了其房屋补偿款及土地补偿金。

## 管理利用

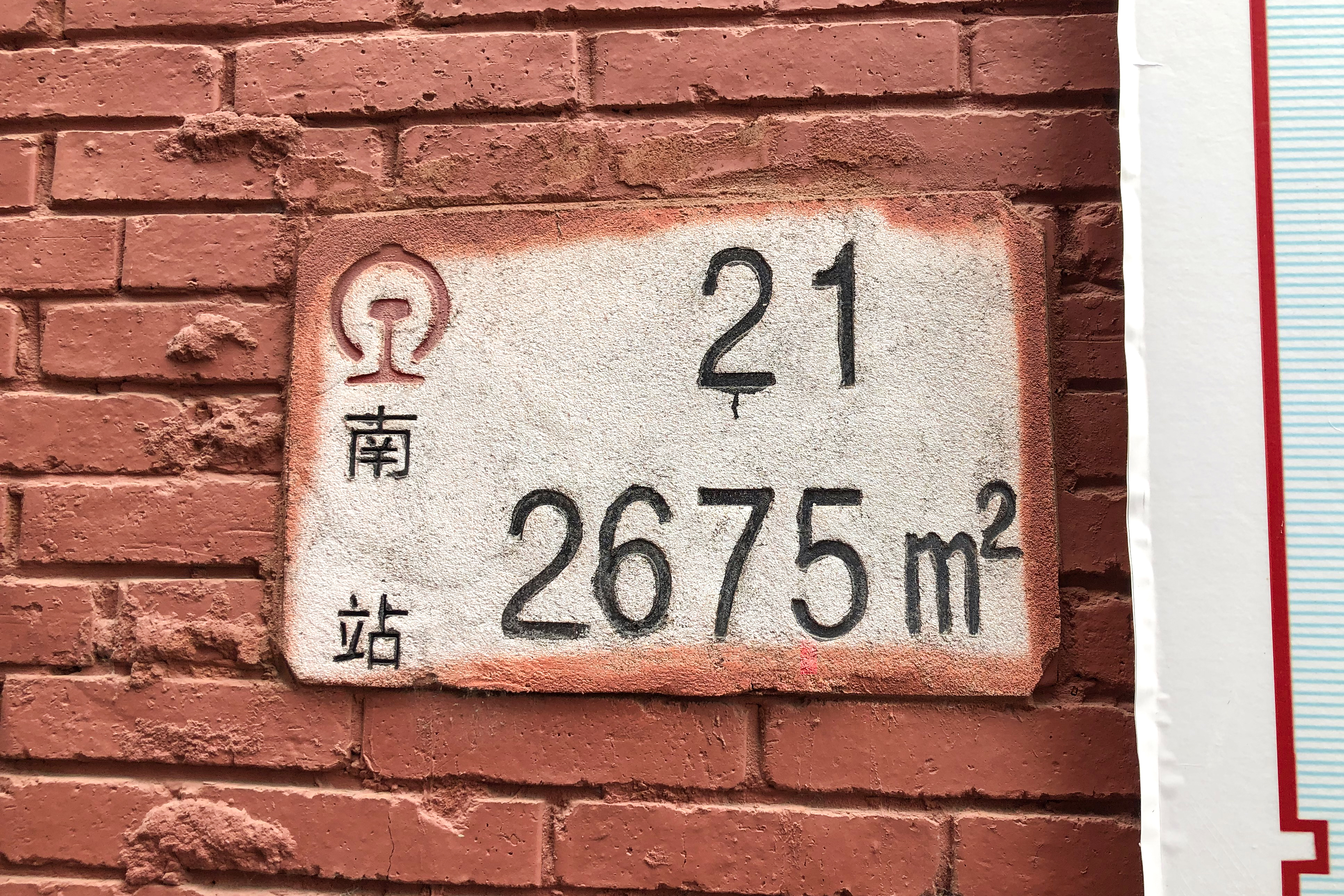
昆明市官渡区南站新村（位于滇越铁路云南府站旧址）的建筑编号牌

根据2015年中国铁路总公司发布的《铁路用地管理办法》，铁路部门对于铁路用地的管理权责可分为以下三级：
- 总公司：拟定铁路用地管理标准、办法，监督并指导路局用地，对土地资产的处置进行管理权限内的审批同时协调重大土地纠纷；
- 路局：承担土地管理机构用地管理的主体责任，对其下土地履行用地权属管理、监察管理、资产处置、开发利用、规划编制和实施等职责；
- 路局的土地管理部门：负责铁路用地的归口管理，承担辖区内土地管理的具体工作。

此外，对于位于偏远地区的铁路用地（如小站），路局可赋予站段土地处置以外一定的土地管理职能以方便管理。
铁路土地部门对于划拨至其管理的铁路用地应向地方国土部门申请土地权属证书，明确产权关系和归属；同时应对所属铁路土地进行调查、统计、监察和记录，并对这些用地档案进行专业化管理；铁路建设用地则由建设单位管理，铁路部门有权介入建设用地的管理、并需在建设项目验收前接管相关土地并申领土地权属证书；铁路用地的具体监察则由该块宗地所属的单位负责。
改革开放带来城市扩张使得原铁路部门持有的土地逐渐显现区位优势，因此有不少个人和企业申请使用铁路用地。由于出让价格低廉、加上铁路部门对于其土地管理不善、存在法律监管漏洞，出现了一些单位和个人强占铁路土地的现象。1999年时，全国曾有超过90万亩的铁路土地被占用。另外由于一些线路历史较久，部分铁路用地的地籍资料在经历历次的政权更迭和铁路系统的改制后出现遗失或交接不及时的情况；部分新线建设的地籍资料亦存在归档不及时的情况。造成这些现象的原因可能是因为铁路用地多数未无偿划拨、并非铁路部门的固定资产，造成铁路部门对于用地资产的意识淡薄。
2000年以来一些路局通过地理信息系统（GIS）建立了各自的铁路用地管理的软件。铁总《铁路用地管理办法》亦建议推进铁路用地地图的数字化，并建立全路统一的用地信息平台。

### 盘活与开发
铁路用地的综合开发原先由于受到土地用途和土地使用区划的限制。根据土地出让制度规定，划拨用地不能直接进行商业物业及住宅开发。因此铁路部门利用新建站场进行综合开发或公共交通导向型开发（TOD），需要在地方政府国土部门、建设部门和规划部门共同支持下变更土地用途、补交地价或办理出让手续。
铁道部于2013年改制后成立的中国铁路总公司为国家授权的投资机构，被授权在法律允许的范围内开展投资业务。2013年8月，国务院向各级地方政府发布《关于改革铁路投融资体制加快推进铁路建设的意见》（下称33号文件）的第四条提出以“加大力度盘活铁路用地资源，鼓励土地综合开发利用”的方式为铁路建设融资：中国铁路总公司可采取授权经营方式配置其原铁路生产经营性划拨土地并对其盘活利用；同时鼓励对现有铁路建设用地的地上、地下空间进行综合开发。同时地方政府要支持铁路企业进行车站及线路用地一体规划：对于符合《划拨用地目录》的建设用地使用权可继续划拨，需要改变土地用途或向铁总以外的单位、个人转让的，应当依法办理出让手续。2014年国务院发布的37号文件对现有铁路用地进行盘活开发和利用新建铁路站场实施土地综合开发的方式提出具体意见。
中国铁路总公司的《铁路用地管理办法》指出各路局有权对其所有的履行开发利用和规划编制的职责，铁路用地规划应与当地土地利用总体规划和城市总体规划相协调，并纳入当地土地利用总体规划和城市总体规划。
然而一篇在《中国国土资源报》刊登的文章指出，由于铁路用地历史上管理混乱，“未批先用”等违法现象，若铁路部门和地方政府的土地管理部门不解决好用地的权属和合法性问题，很难会有有效的铁路土地开发被落实；其次地方政府地方政府对于铁路土地的开发态度并不明朗，在土地开发过程中亦可能会就铁路用地的历史问题与铁路部门产生分歧和博弈，存在潜在的路地矛盾问题。
在城乡规划中，城市规划区范围内铁路用地（线路、车站、枢纽以及其他有关设施）原被划为对外交通用地，2011年的新《城乡用地分类和代码表》将原标准被划为对外交通用地（T）的铁路客货运站纳入交通枢纽用地（S3），编组站和线路则被归入区域交通设施用地（H2）。
| 原《城市用地分类和代码表》 | 原《城市用地分类和代码表》 | 新《城乡用地分类和代码表》 GB50137-2011 | 新《城乡用地分类和代码表》 GB50137-2011 | 新《城乡用地分类和代码表》 GB50137-2011 |
| 原大项                     | 原分类                     | 新大项                                  | 新分类                                  | 备注                                    |
| -------------------------- | -------------------------- | --------------------------------------- | --------------------------------------- | --------------------------------------- |
| 对外交通用地（T）          | 铁路用地（T1）             | 交通枢纽用地（S3）                      | 交通枢纽用地（S3）                      | 铁路用地：客货运车站                    |
| 对外交通用地（T）          | 铁路用地（T1）             | 区域交通设施用地（H2)                   | 铁路用地（H21）                         | 编组站和线路                            |

#### 再开发

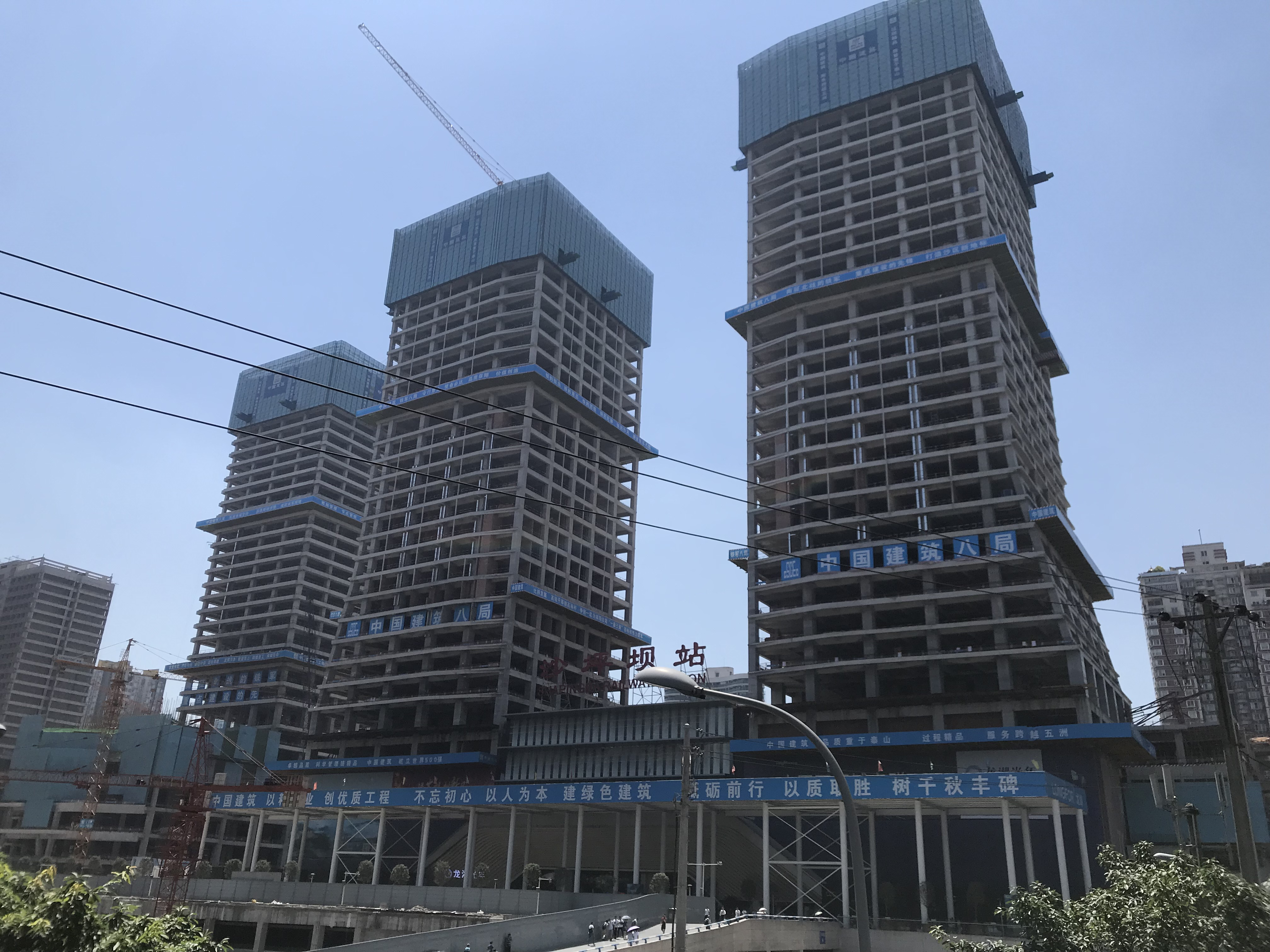
利用既有铁路用地（站场和职工住宅）再开发的重庆沙坪坝站综合枢纽项目“龙湖光年”，作为补偿重庆政府将重庆西站附近9.9万平方米的土地出让给成都局集团

2013年8月，国务院发布的33号文件提出“盘活利用其原铁路生产经营性划拨土地”，铁路部门可在保障运输安全的情况下挖掘利用既有铁路用地中的低效用地和废弃闲置用地进行再开发。2014年发布的37号文件提出铁路运输企业依法取得的划拨铁路用地，因转让或改变用途的可依法采取协议方式办理用地手续，与一般的存量建设用地再开发相比给予了更优惠的政策。
铁路用地开发利用的途径主要包括地方政府收回土地使用权，利用铁路用地进行置换、转让、抵押、出租出借、作价出资入股、经营开发、建设生产生活设施（含货场迁建）等方式；再开发方式根据低利用率铁路土地的特征，可包括商业服务业（位于城市中心的闲置土地）、城市景观（具有历史价值的废弃站场和线路设施的土地）、城市轨道交通（废弃线路）、工业仓储服务（偏远闲置站场）等几个方向。

#### 新开发

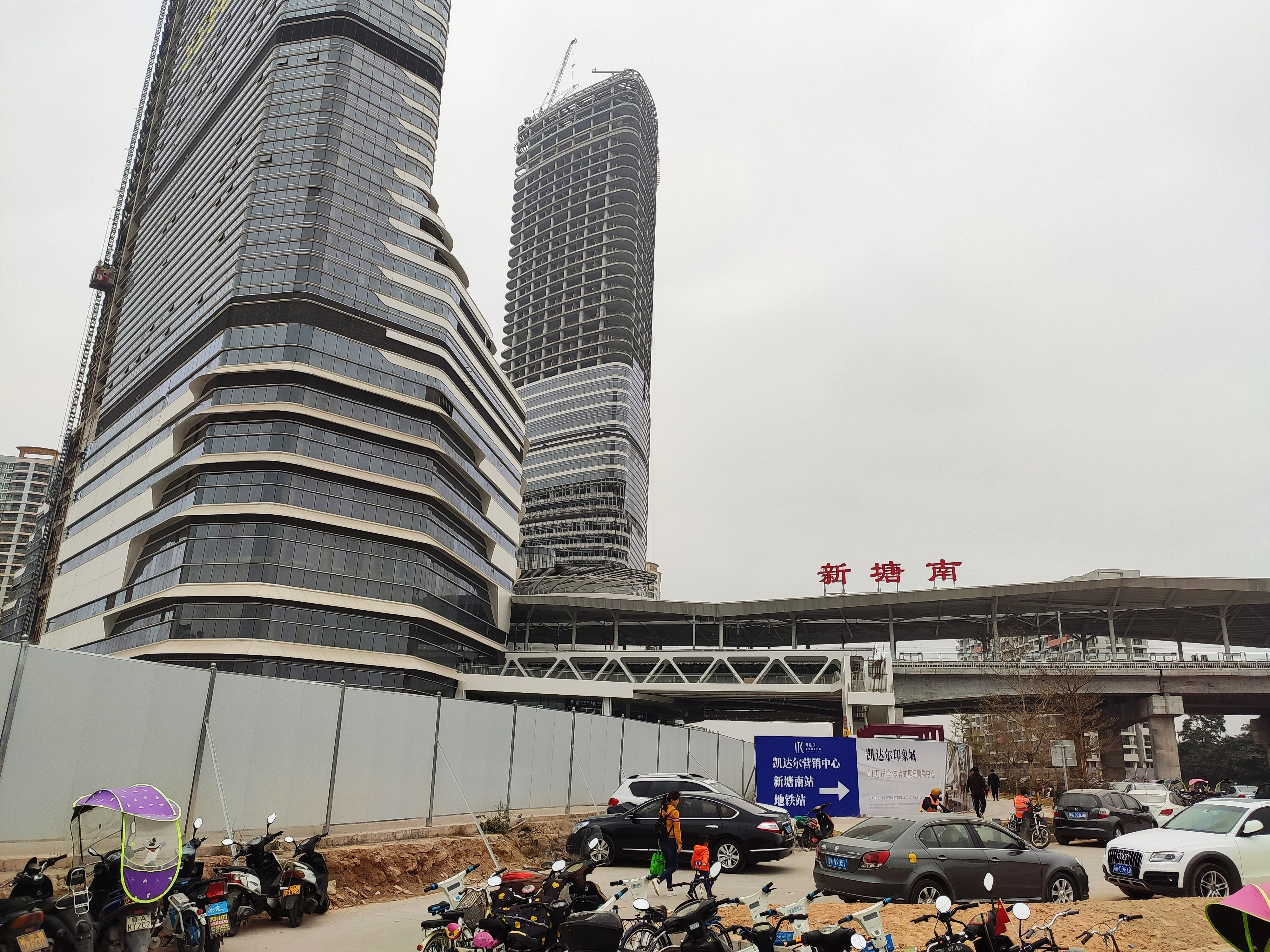
穗深城际铁路新塘南站TOD项目：凯达尔枢纽国际广场

2013年国务院第33号文发布后，中铁总非常重视，并要求新的客专设计都要进行商业开发方面的研究，尤其是铁路站场红线内外土地规划如何兼顾商业开发。根据2014年发布的37号文件，铁路部门在新建线路车站站点旁取得至多50至100公顷的综合开发用地。中铁总2016年发布关于土地综合开发的指示性文件，指出红线内的地产开发在新线路上报可研时便可明确具体开发方案，并将其预算纳入线路项目资金估算中。发改委于2018年发表《关于推进高铁站周边区域合理开发建设的指导意见》，鼓励通过高铁车站推进周边区域开发建设以促进交通、产业、城镇融合发展。
珠三角城际轨道等由地方投资的线路已率先通过“以地养路”的方式筹集资金。广东省政府于2012年发布的《关于完善珠三角城际轨道交通沿线土地综合开发机制的意见》将轨道交通沿线需要统筹规划开发的土地分为红线内开发用地和红线外开发备选用地，红线内用地归铁路建设部门所有。

## 社会影响

### 铁路社区
一些城市随着铁路用地的发展出现了独特的铁路社区。四川省成都市北部抚琴街道原为乱葬岗，随着铁路入川和成都铁路局、中铁二局、中铁二院、西南交大等铁路系统单位的建立，在该区块建立了成规模的铁路系统职工居住区铁路新村。由于这些单位建制相对独立，有独立的派出所、医院、学校、体育场馆等设施，使得铁路新村区块在成都当地市民口中有“铁半城”之称。
一些铁路社区甚至出现了方言岛的现象。1940-1950年代，大量原属杭州机务段的浙江籍居民被调入上饶工作，在上饶老城区外的荒山花园塘建立了铁路新村。他们在铁路新村内部使用一种特殊的“上饶铁路话”，这种方言的音韵特征更接近与杭州话而非上饶话，属于一种新兴工业社区方言。由于这些铁路职工生活环境封闭，子女也在铁路学校接受教育，加上和上饶本地市民互相敌视的态度使得上饶铁路话几乎没有受到上饶话的同化影响；1952年原衡阳铁路局南迁广州成立广州铁路局，在现梅花村街道、杨箕附近的共和墟建立职工宿舍以安置南下的铁路工人，是为共和村。共和村较为封闭的社会环境加上大量的湖南移民使得该社区内甚至出现了一种独特的混杂了粤语、湘语和普通话的铁路口音。

### 路地矛盾
铁路用地市场化前，铁路部门占用在许多城市大量用地。随着城市蔓延和房地产市场发展，造成土地供应紧张和价格上涨，使得这些无偿划拨地铁路、尤其是因铁路生产力调整后废弃的铁路用地无形中占据了土地资源，造成与地方政府的矛盾；一些城市用地曾经以预留建设的名义划归给铁路，但由于铁路投资因国家财政困难而缩减，导致用地无法被使用，暂时借由地方政府和企业使用；且由于当时土地档案不善，这些用地在地方政企使用多年后甚至便被不再划为铁路用地，导致铁路部门利益受损；一些由其他相关单位使用的铁路用地、如军供站、邮电设施等则因体制变更而流失。一些位于农村地区的线路旁用地处于事实上被当地农民耕种的情况，铁路部门仅名义上持有土地，但无法进行管理。
铁路部门被允许利用既有和新建线路用地资源进行地产开发后，亦就收益和红线方面与地方政府产生矛盾。铁路部门被允许利用车站周围原由地方政府管理的土地进行地产开发，且在铁路用地上的进行的商业活动在既有法律下有税务优惠，使得地方政府的土地财政在一定程度上受到损失。这些问题容易使得地方政府和铁路部门就铁路用地开发中的红线划分、TOD开发中的空间产权分割产生矛盾。